# Янко Богданов
Янко (Янкул) Илчов (Илчев) Богданов е български революционер, деец на Вътрешната македоно-одринска революционна организация и Вътрешната македонска революционна организация.

## Биография
Роден е в 1875 година в кочанското село Саса, тогава в Османската империя. Занимава се със земеделие. Присъединява се към ВМОРО в 1908 година и влиза в четата на Кольо Сарафчето, с когото действа в Кочанско и Царевоселско. След това е четник при Кръстьо Българията, а после действа в четата на Симеон Клинчарски.
При избухването на Балканската война в 1912 година е доброволец в Македоно-одринското опълчение на Българската армия и служи в четата на Симеон Клинчарски, в Четвърта рота на Петнадесета щипска дружина и в Сборната партизанска рота на МОО в 1913 година. Участва в боевете при Султан тепе и Говедарник. След това действа като куриер на четите от Кочанско и Царевоселско от 1913 до 1915 година. В 1918 година бяга в Свободна България. Действа в четите на Иван Бърльо, Панчо Михайлов и Евтим Полски. Като четник при Полски Янко Богданов е ранен от новите сръбски власти. С писмо до Тодор Александров от 29 декември 1923 година Иван Бърльо предлага Янкул Илчов да бъде награден със значка на ВМРО „за добросъвестно изпълнение рискованата служба пограничен куриер на Кочанската революционна околия“.
На 7 април 1943 година, като жител на Саса, подава молба за българска народна пенсия, която е одобрена и отпусната от Министерския съвет на Царство България.